# 相沢三郎
相沢 三郎（あいざわ さぶろう、1889年〈明治22年〉9月6日 - 1936年〈昭和11年〉7月3日）は、日本の陸軍軍人、剣道家。最終階級は陸軍歩兵中佐。皇道派将校として真崎甚三郎教育総監更迭に憤激し、統制派の永田鉄山軍務局長を殺害した相沢事件の犯人。

## 生涯

### 生い立ち
1889年（明治22年）9月6日、旧仙台藩士で裁判所書記・公証人となる相沢兵之助とまき子の長男として、福島県西白河郡白川町で生まれる（本籍は宮城県仙台市東六番町1番地）。旧制一関中学校（現 岩手県立一関第一高等学校）を経て、仙台陸軍地方幼年学校・陸軍中央幼年学校を卒業する。陸軍士官学校に入り、1910年（明治43年）5月28日に卒業する。卒業期は第22期で、同期には第2航空軍司令官の鈴木率道中将や、第3軍司令官の村上啓作中将のほか、原田熊吉中将・寺倉正三中将・北野憲造中将等各軍司令官や企画院総裁となる鈴木貞一中将がいた。

### 陸軍将校として
同年12月26日、陸軍歩兵少尉に任官し、歩兵第4連隊付を命ぜられる。1913年（大正2年）12月、中尉になる。1918年（大正7年）6月、台湾歩兵第1連隊付となる。1920年（大正9年）8月、大尉に進級し、同9月、陸軍戸山学校教官に就任する。1925年（大正14年）5月、陸軍士官学校付に異動、1926年（大正15年）8月、歩兵第13連隊中隊長を命ぜられる。
1927年（昭和2年）7月、少佐進級と共に歩兵第1連隊付となる。この時の任務はいわゆる「配属将校」で、日本体育会体操学校（後の日本体育大学）に配属され学校教練を担当した。1931年（昭和6年）8月、歩兵第5連隊大隊隊長となる。1932年（昭和7年）8月から歩兵第17連隊付となる。1933年（昭和8年）8月、陸軍中佐へ進級し、歩兵第41連隊付となる。

### 相沢事件
1935年（昭和10年）7月15日に真崎甚三郎が教育総監を更迭された。これに不満を持った真崎は自身の更迭の経緯を文書にして皇道派青年将校に配布した。これを読んだ相沢は憤激し、永田鉄山軍務局長が陰謀の首魁であると考え、上京し永田に面会を求め辞任を勧告したが、逆に諭され満足して福山へ戻った。この頃、相沢は常軌を逸した振る舞いが目立ったため、定期異動において同年8月1日、台湾歩兵第1連隊付で台北高等商業学校配属将校となった。
同年8月10日に福山を出発、伊勢神宮に参拝した後の8月11日に千駄ヶ谷の西田税宅に一泊。翌12日朝に円タクで陸軍省に入り、山岡重厚整備局長に異動の挨拶をおこなったその足で永田鉄山軍務局長を訪れ、斬撃と刺突を加えて殺害した。

### 事件後
相沢は刺殺時に左手で刀身を握ってしまったため、母指を除いた4つの指にて骨まで達するほどの切り傷を負っていた。そのため軍務局長室を離れて医務室を探していたところに、軍務局長斬殺の一報を聞いて駆け付けた麴町憲兵分隊特高主任の小坂慶助憲兵曹長によって病院へ行く口実に身柄拘束される。途中、軍務局長室に軍帽を忘れたことに気付いた相沢は、軍帽を取りに行こうとしたため小坂が病院へ行く途中に偕行社で買うようにしましょうと相沢を納得させて陸軍省から憲兵隊へ身柄を移した。
相沢の事件前後の言動から、彼が精神異常であったとみる者がいる一方で、永田殺害後に山岡重厚中将がハンカチで傷の手当てをして、部下に命じて医務室に案内させたり、医務室への廊下の移動中にも誰ひとり逮捕しようとする者もなく、かえって根本博大佐から感激の握手を受けたり、山下奉文大佐から注意の言葉を受けたりして、維新を成したと称賛を受ける、と思っていたからだ、との主張もある。
同23日、待命となり、同年10月11日、予備役編入となる。その後、用兵器上官暴行、殺人並びに傷害の容疑で拘束。1936年5月7日、第1師団軍法会議に於いて死刑判決が下された。翌日に上訴したことから6月23日に陸軍高等軍法会議で第一回公判が行われ即日結審。6月30日には上訴棄却の判決が言い渡された。これにより勲四等及び韓国併合記念章、大礼記念章（大正/昭和）、昭和六年乃至九年事変従軍記章を褫奪された。
1936年（昭和11年）7月1日から翌日にかけて、夫人や子供、実弟や先輩との面会が許され、衛戍刑務所内で最後の別れを告げる機会を許された。翌7月3日、代々木衛戍刑務所内で銃殺刑に処された。満46歳没。死刑執行の模様が塚本刑務所長の「遺稿」に記されている。
死刑執行後、遺体は落合火葬場で荼毘に付され、後に仙台市新坂通の菩提寺である充国寺の墓所に葬られた。なお、1946年（昭和21年）11月3日の大赦令により大赦を受ける。

## 人物
- 剣道四段・銃剣道の達人であり、陸軍戸山学校の剣術教官を務めた。相沢事件において永田軍務局長に切りかかった際に、右手で持った軍刀の斬撃だけでは致命傷を与えることができず、とっさに左手で刀身を握って、銃剣付き小銃を両手で構えるような体勢を取り、永田を刺殺した。左手の傷はこの際にできた。
- 少尉時代には仙台の輪王寺に下宿して、無外禅師の教えを受け、三年間禅生活を送った。

弁護人を務めた菅原裕の著書には、次のような評がある。
- 仙台藩士の相沢の父は明治維新の際、東北諸藩が朝敵の汚名を受けたことを深く慙愧慨嘆し、祖先の汚名をそそぐために、一意専心ご奉公を心がけ、常に一死以って君国に報じる覚悟がなければならないと、三郎を戒めた。
- 質素にして、常に綿服をまとい、一見古武士の風格があり、上官には恭敬をもって仕え、部下には慈愛をもって臨み、至誠至忠、その言行は模範的であった[13]。
- 他人に対しては丁重、慇懃であり、皇室や国家に関すること以外は、人と論争したことがなかった
- 然諾を重んじ、偽りをいったり駆け引きをしたりはしなかった。
- 少年時代より毎朝皇居の遥拝を欠かさず、獄中でも変わらなかった。
- 尊皇絶対の信念に触れるときには、誰であっても屈せず、毅然として譲らなかった。また他人の言説に惑わされたり、付和雷同するようなことは少しもなかった。
- 十月事件や五・一五事件の関係者に好意を寄せていたので、親友らが忠告すると、「自分は父の訓えを必ず果たさなければならない。そのためには他人に利用されたり、または他人に頼って事をおこすようなことはない。しかし自ら信ずれば、必ず単身であっても実行する決心である」と明言したという。

## 評価
東京大学教養学部教授をつとめた竹山道雄は、「あのころは、現状維持の平和主義者は保守派であり、新体制は進歩派だった。しかし相沢中佐は、やはり病気だったのだそうである。梅毒が神経をおかしはじめる初期には、あのようにカッとなって乱暴をはたらくことがあるのだそうである。・・・内外の事情が錯綜し混乱している中に、いくつもの偶発事件がおこって、それが重なってついに大戦争という結果になった。しかし、何にしても国の命運が一梅毒患者の妄想をきっかけとしてくつがえったのだから、歴史とははかりがたいものである」と述べている。のち、竹山は「私が病名まで出したことは、いささか早まっており、これには十分の証拠がなかったことを認めなければなりませんので、これは撤回いたします」と述べている。

## 栄典
- 1911年（明治44年）3月10日 - 正八位[15]
- 1914年（大正3年）2月10日 - 従七位[16]
- 1919年（大正8年）3月20日 - 正七位[17]
- 1924年（大正13年）5月15日 - 従六位[18]

## 親族
- 父：兵之助 - 旧仙台藩士、裁判所書記・公証人
- 母：まき子
- 妻：米子 - 相沢は死刑執行に際して、妻宛に『まごころに　よりそう　助けかひありて　仕へはたして　今帰へるわれ』と辞世の句として残している。
  - 娘は陸軍士官学校44期の志村陸城中尉に嫁ぐ。

## 関連作品
映画
- 『叛乱』1954年、演：辰巳柳太郎
- 『重臣と青年将校 陸海軍流血史』1958年、演：沼田曜一
- 『貴族の階段』1959年、演：杉田康
- 『銃殺』1964年、演：丹波哲郎（劇中の相川中尉のモデル）
- 『日本暗殺秘録』1969年、演：高倉健
- 『戦争と人間 第二部 愛と悲しみの山河』1973年、演：玉川伊佐男
- 『動乱』1980年、演：田村高廣（劇中の神崎中佐のモデル）

テレビドラマ
- 『落日燃ゆ』2009年、演：石倉英彦